# Димитър Домузчиев
Димитър Домузчиев е български музикант, композитор и общественик.

## Биография
Роден на 21 май 1912 г. в гр. Сливен, починал на 30 ноември 1972 г. в София. Завършил е Държавния институт за слепи и Музикалната академия със специалности цигулка и диригентство.
Домузчиев е диригент на смесения хор „Балкан“ при Дружеството на българските слепи от 1936 до 1938 г. Директор е на Софийския държавен институт за слепи от 1945 до 1948 г. От 1949 до 1955 г. е артист-хорист в Професионалния хор на слепите. Председател на Съюза на слепите в България от 1955 до 1959 г. От 1959 до 1972 г. е редактор на сп. „Художествена самодейност“. Автор е на няколко хорови творби и цигулкови пиеси.